# Paweł Lisiecki
Paweł Jacek Lisiecki (ur. 15 sierpnia 1978 w Warszawie) – polski polityk i samorządowiec, w latach 2014–2016 i w 2024 burmistrz warszawskiej dzielnicy Praga-Północ, poseł na Sejm VIII i IX kadencji.

## Życiorys
Absolwent XX Liceum Ogólnokształcącego im. Bolesława Chrobrego w Warszawie. Ukończył studia w Instytucie Archeologii (2004) oraz Instytucie Historycznym Uniwersytetu Warszawskiego (2011), a także studia podyplomowe z zarządzania i wyceny nieruchomości. Prowadził działalność gospodarczą w zakresie zarządzania nieruchomościami. W 2001 przystąpił do Stowarzyszenia KoLiber, został też prezesem Stowarzyszenia „Warszawiak na Swoim”.
Należał do Unii Polityki Realnej. W wyborach samorządowych w 2002 jako przedstawiciel tej partii uzyskał z listy Prawa i Sprawiedliwości mandat radnego dzielnicy Praga-Północ. Uzyskiwał reelekcję w 2006 i 2010. W 2005 wstąpił do PiS. Objął funkcję przewodniczącego dzielnicowych struktur tej partii oraz wszedł w skład jej krajowej komisji rewizyjnej. Od 2005 do 2007 był doradcą szefa Kancelarii Prezesa Rady Ministrów Mariusza Błaszczaka, a następnie kierował jego biurem poselskim. W wyborach w 2011 bez powodzenia kandydował do Sejmu. W listopadzie 2014 uzyskał mandat radnego Rady m.st. Warszawy, a w grudniu tego samego roku został wybrany na burmistrza Pragi-Północ.
W wyborach parlamentarnych w 2015 ponownie wystartował do niższej izby polskiego parlamentu w okręgu warszawskim. Uzyskał mandat posła VIII kadencji, otrzymując 6865 głosów. Po wyborach zachował (do stycznia 2016) stanowisko burmistrza Pragi-Północ, gdyż zasada niepołączalności mandatu poselskiego nie obejmuje burmistrzów warszawskich dzielnic (jednostek pomocniczych m.st. Warszawy).
W 2017 został członkiem Komisji do spraw reprywatyzacji nieruchomości warszawskich, w 2019 objął funkcję jej wiceprzewodniczącego. W wyborach parlamentarnych w tym samym roku w z powodzeniem ubiegał się o poselską reelekcję z okręgu warszawskiego, zdobywając 13 093 głosy, w tym 4262 głosy na Pradze-Północ (drugi wynik w dzielnicy po liderze listy PiS Jarosławie Kaczyńskim). W 2023 bezskutecznie kandydował do Sejmu X kadencji. Od stycznia do maja 2024 ponownie pełnił funkcję burmistrza Pragi-Północ. W tym samym roku uzyskał mandat radnego Sejmiku Województwa Mazowieckiego VII kadencji. Również w 2024 z ramienia PiS wystartował w wyborach do Parlamentu Europejskiego.

## Odznaczenia
- Krzyż Kawalerski Orderu Odrodzenia Polski (2025)[16]